# Jan Adriaanszoon Leeghwater
Jan Adriaanszoon Leeghwater, född 1575 i De Rijp 1575 död 1650 i Amsterdam, var en nederländsk vattenbyggnadsingenjör. Han byggde och utvecklade väderkvarnar och han ledde torrläggningar. 1612 hade han ledningen över kvarnarna kring sjön Beemster, 1618-1622 torrlade han Purmer, 1635 följde Schermer. Dessa polder var innan dess sjöar med en öppen förbindelse till Zuiderzee. Leeghwater arbetade även vid Bordeaux och i Schleswig-Holstein. 
1641 publicerade Leeghwater en bok med planer för torrläggning av Haarlemmermeer, en mycket större och ständigt växande insjö. Därmed var han två sekler före sin tid, torrläggningen fick vänta på ångdrivna vattenpumpar. Nu ligger Amsterdam-Schiphols flygplats-flygplatsen där.